# Harz-Gebirgslauf
Der Harz-Gebirgslauf ist ein Berglauf, der seit 1978 im Oktober in Wernigerode stattfindet und seit 1990 eine Brocken-Marathon genannte Marathonstrecke im Programm hat. Als weitere Wettbewerbe werden ein 22-km-Lauf und ein 11-km-Lauf angeboten. 2007 wurde erstmals wieder ein 5-km-Lauf angeboten, welcher zeitgleich mit dem 11-km-Lauf startete. Die Veranstaltung erzielt Teilnehmerzahlen von mehreren Tausend, 2001 beispielsweise 3.500 und im Jahr 2004 erreichten insgesamt 3110 Läufer das Ziel, davon im Marathonlauf 695 Männer und 73 Frauen. Der Rekord wurde im Jahr 1987 mit über 5000 Teilnehmern aufgestellt.

## Marathonstrecke
Die Marathonstrecke ist ein Rundkurs, bei dem der 1141,2 m ü. NHN hohe Brocken bezwungen werden muss. Start und Ziel befinden sich im Wernigeröder Stadtteil Hasserode. Auf der Strecke sind insgesamt 1150 Höhenmeter zu überwinden.
Der Brocken lag seit 1961 im Sperrgebiet der Grenze zwischen der DDR und der BRD und durfte deshalb nicht überquert werden. Mit der Wiedervereinigung fand 1990 der erste „echte“ Brocken-Marathon mit 386 Läufern statt. Zwei Jahre später wurde die Brockenüberquerung aus naturschutzrechtlichen Gründen untersagt. Seit 1993 besteht ein Kompromiss mit der Nationalparkverwaltung, wonach maximal 1.000 Läufer das Brockenplateau im Zuge des 42,195 km langen und 1.200 Höhenmeter messenden Marathons überqueren dürfen.